# 하게 게인고브
하게 고트프리드 게인고브(영어: Hage Gottfried Geingob, 1941년 8월 3일~2024년 2월 4일)는 나미비아의 정치인으로 제3대 대통령이다. 1990년 3월 21일부터 2002년 8월 28일까지 나미비아 초대 총리를 지냈고, 2012년 12월 4일부터 2015년 3월 21일까지 다시 총리를 지냈다. 2008년과 2012년 사이에 게인고브은 통상 산업부 장관을 지냈으며 2015년부터  2017년 11월 당 대표 선출 이후 남서아프리카 인민기구(SWAPO) 총재도 맡았다.
2014년 11월 게인고브는 압도적인 표차로 나미비아의 대통령으로 선출되었다. 지난 2017년 11월 제6차 당대회에서 큰 표차로 승리한 뒤 제3대 SWAPO 총재가 됐다. 2018년 8월 남아프리카 개발 공동체 의장으로 1년 임기를 시작했다.
대통령으로 재임 도중인 2024년 2월 4일 암으로 사망했다.

## 초년기
게인고브는 1941년 남서아프리카(현재 나미비아)의 오치와롱고에서 태어났다. 그는 반투 교육제도에 따라 남서아프리카의 오타비에서 조기 교육을 받았다. 그는 오늘날 나미비아의 저명한 정치 지도자들 대부분이 교육을 받은 아우구스티누스에 1958년에 가입했다. 1960년에는 교육의 질 저하에 항의하여 행진에 참여했다는 이유로 어거스틴에서 제명되었다. 하지만 그는 1961년에 교편을 잡았고 교사 양성 과정을 마쳤다. 그 뒤 중앙 나미비아의 츠메브 초등학교에서 교직에 올랐으나 곧 나미비아에서 지식에 대한 갈증이 해소될 것 같지 않다는 것을 알게 되었다. 교사로서, 그는 또한 반투 교육제도를 영속화하는 데 있어서 내키지 않는 도구가 되는 것을 싫어했다.
그래서 학년이 끝나갈 무렵, 그는 그 제도를 바꾸는데 도움이 될 수 있는 지식과 가르침을 구하러 직장을 그만뒀다. 그와 세 명의 동료들은 이 시스템을 피해 보츠와나로 걸어가 히치하이킹을 했다. 보츠와나에서 아프리카 국민회의(ANC)가 전세한 비행기를 타고 탄자니아의 다르에스살람으로 갈 예정이었으나 시한폭탄이 일찍 터져서 아직 지상에 있는 동안 남아프리카 공화국 사람들에 의해 비행기가 폭파되었다. 이후 아파르트헤이트도 "지하철"을 강화했다. 그 결과 게인고브는 보츠와나에 머물면서 남서아프리카 인민기구(SWAPO) 대표 부대표(1963년~1964년)를 지냈다.

## 대학교 학년
1964년 게인고브는 펜실베이니아주 필라델피아에 있는 템플 대학교에서 공부하기 위해 미국으로 떠났고 그곳에서 장학금을 받았다. 이후 1970년 뉴욕 포덤 대학교에서 문화 학사학위를, 1974년 뉴욕 뉴 스쿨 대학원 교수진으로부터 국제관계학 석사학위를 취득했다.
1964년, 그는 유엔과 미주 지역의 SWAPO 대표로 임명되었다. 그는 1971년까지 이 직책을 맡았다. 그는 미국을 횡단하고, 사람들과 이야기를 나누고, 모임에 대해 연설하며, 광범위하게 여행했다. 그와 그의 동료들이 항상 성공적인 것은 아니었지만, 궁극적으로 유엔 총회는 SWAPO를 나미비아 사람들의 유일하고 진정한 대표자로 인정했다. 나미비아인들의 국제항쟁과 1966년 시작된 무장투쟁은 결국 1990년 나미비아의 독립으로 이어졌다.

## 사생활
게인고브는 열렬한 축구 팬으로 알려져 있으며 많은 유명한 경기에 참석했다. 그는 또한 정기적으로 나미비아 연례 음악 시상식(NAMAs)에 참석하고, 그의 젊은 시절에는 합창단에서 노래하고, 밴드에서 연주했다.

## 사망
2024년 2월 4일, 낭골로 음붐바 부통령은 게인고브가 빈트후크의 한 병원에서 사망했다고 발표하며, "그의 곁에는 그의 아내와 그의 사랑하는 아이들이 있었다"라고 덧붙였다. 1월 8일, 게인고브는 암 진단을 받았다고 발표했다. 그는 이후 1월 25일 미국에서 암 치료를 받기 위해 떠났다. 그는 이틀간의 치료 후 1월 30일 나미비아로 돌아왔다. 게인고브는 2월 4일, 82세의 나이로 사망했다.